# 波恩广场站
波恩广场站（德語：U-Bahnhof Bonner Platz）是一座慕尼黑地铁3号线位于施瓦宾-弗莱曼的一座车站，此站是地铁3号线和6号线分叉后的3号线方向的第一站。